# Swinging on a Star
Swinging on a Star è una canzone scritta nel 1944 da Jimmy Van Heusen e da Johnny Burke per la colonna sonora del film La mia via con Bing Crosby e Ann Rutherford. Fu originariamente interpretata nel film e registrata da Bing Crosby e fu uno dei suoi maggiori successi, vincendo il premio con l'Oscar alla migliore canzone nel 1944.

## Il brano
Scritto da Jimmy Van Heusen e Johnny Burke, Swinging on a Star venne inizialmente incluso nel singolo del 1944 Going My Way/Swinging on a Star, per poi apparire nell'album Selections from Going My Way dell'anno successivo.
Il brano ottenne molto successo negli Stati Uniti all'epoca tanto da vincere l'Oscar alla migliore canzone.
Il brano viene anche cantato nel film Hudson Hawk - Il mago del furto da Bruce Willis e Danny Aiello supportati da un coro fuori scena, dove i due protagonisti, che interpretano due ladri, lo usano per sincronizzare i tempi durante un furto. In questa interpretazione la strofa del pesce e del maiale sono state invertite.